# Abdessadek Rabiaa
Abdessadek Rabiaa (ou Abdessadek Rabiî), né le 5 février 1945 à Marrakech et décédé le 12 août 2008 à Rabat, est un homme politique marocain. Il a été Secrétaire général des gouvernements marocains de 1993 à sa mort en 2008.

## Biographie
Après avoir suivi des études primaires et secondaires à Marrakech et obtenu un baccalauréat en philosophie, Abdessadek Rabiaa poursuit ses études universitaires à l'Université de Bordeaux où il décroche un diplôme en études supérieures de droit. Il obtient ensuite le diplôme de l'Institut d'études politiques de Bordeaux ainsi que le certificat d'aptitude à la profession d'avocat, ceci qui lui permet d'effectuer un stage d'avocat au barreau de Bordeaux.

## Parcours politique
En 1974, il est nommé directeur des études législatives au Secrétariat général du gouvernement marocain.
Dès 1979, il est membre de la Chambre constitutionnelle et en 1985, conseiller juridique de l'Ordre national des médecins.
Le 22 février 1993, il est nommé Secrétaire adjoint du gouvernement, puis, à partir du 11 novembre 1993, Secrétaire général du gouvernement présidé par Mohammed Karim Lamrani. Il est reconduit au même poste jusqu'à son décès survenu le 12 août 2008, et ce, dans les gouvernements Filali I, II et III, el-Youssoufi I et II, Jettou I et II et El Fassi.